# Spartacus (film, 1909)
 (juillet 2025).
Pour les articles homonymes, voir Spartacus (homonymie).
Pour plus de détails, voir Fiche technique et Distribution.
Spartacus est un film italien réalisé par Oreste Gherardini, sorti en 1909.
Ce film muet en noir et blanc est l'adaptation d'un roman de Raffaello Giovagnoli paru en 1870, Spartaco.

## Fiche technique
- Titre original : Spartaco
- Réalisation : Oreste Gherardini
- Scénario : Oreste Gherardini, d'après un roman de Raffaello Giovagnoli
- Société de production : Latium Film (it)
- Société de distribution : Latium Film
- Pays d'origine :  Italie
- Langue : italien
- Format : Noir et blanc – 1,33:1 – 35 mm – Muet
- Genre : film historique
- Longueur de pellicule : 425 m (Italie & France)
- Année : 1909
- Dates de sortie :
  -  Royaume d'Italie : août 1909
  -  France : août 1909
  -  États-Unis : 6 novembre 1909
  -  Royaume-Uni : 31 décembre 1909
- Autres titres connus :
  -  Royaume-Uni : Spartacus, the Last of the Gladiators

## Distribution
- Oreste Gherardini : Spartacus (Spartaco)